# غاري والاس
غاري والاس (8 فبراير 1958 في المملكة المتحدة - ) (بالإنجليزية: Gary Wallace)‏ هو لاعب كريكت جنوب أفريقي. شارك مع منتخب روديزيا للكريكت ‏. أما مع النوادي، فقد لعب مع منتخب زمبابوي للكريكت.

## وصلات خارجية
- غاري والاس على موقع إي آس بي آن كريك إنفو (الإنجليزية)